# Filderstadt
Filderstadt város Németországban, Baden-Württemberg tartományban fekszik. Lakossága 44 064 fő. 

## Városrészei
Bernhausen
Bonlanden
Harthausen
Plattenhardt
Sielmingen

## Népesség
A település népessége az elmúlt években az alábbi módon változott:
| Lakosok száma | 18 273 | 26 773 | 34 598 | 37 300 | 36 323 | 40 764 | 42 234 | 43 824 | 44 631 | 46 295 |
|               | 1961   | 1967   | 1974   | 1980   | 1987   | 1993   | 2000   | 2006   | 2013   | 2023   |